# Cerradomys subflavus
Cerradomys subflavus is een knaagdier uit het geslacht Cerradomys dat voorkomt in oostelijke delen van Brazilië, in de staten São Paulo, Minas Gerais, Paraíba, Pernambuco en Tocantins. Verschillende vormen uit andere delen van Brazilië, Paraguay en Bolivia worden nu tot aparte soorten gerekend, zoals Oryzomys andersoni, Oryzomys maracajuensis, Oryzomys marinhus en Oryzomys scotti. De soort komt voor in de Cerrado en verstoorde delen van het Atlantische Woud.
Deze soort heeft een oranjebruine rug met wat zwart erdoorheen. De bovenkant van de kop is grijs. De buikvacht is wit. De voeten zijn grijsachtig. De staart is bruin van boven en niet gepigmenteerd van onderen. De punt van de staart bevat wat korte haren.
Er zijn vier karyotypische vormen, die mogelijk aparte (onder)soorten zijn:
- Een vorm met 2n=50, FNa=64, die voorkomt in noordelijke delen van São Paulo en Minas Gerais;
- Een vorm met 2n=48-50, FNa=56, die voorkomt in Paraíba en Pernambuco;
- Een vorm met 2n=54-56, FNa=62-63, die voorkomt in zuidelijke delen van São Paulo en Minas Gerais, waaronder de typelocatie, Lagoa Santa.
- Een vorm met 2n=46, FNa=56, die voorkomt in Pernambuco en Tocantins.